# Unhinged – Außer Kontrolle
Unhinged – Außer Kontrolle (Originaltitel: Unhinged) ist ein US-amerikanischer Action-Thriller des Regisseurs Derrick Borte aus dem Jahr 2020 mit Russell Crowe in der Hauptrolle. Der Film wurde am 16. Juli 2020 in deutschsprachigen Kinos uraufgeführt und kam am 21. August 2020 in die US-Kinos.

## Handlung
Tom Cooper, ein psychisch labiler Mann, dringt in das Haus seiner Ex-Frau ein und tötet sie und ihren Freund, bevor er das Haus in Brand setzt und davon fährt.
Rachel Hunter, eine frisch geschiedene alleinerziehende Mutter, die in New Orleans lebt, fährt ihren 15-jährigen Sohn Kyle zur Schule. Während der Fahrt bleibt Rachel im Berufsverkehr stecken und hupt einen anderen Verkehrsteilnehmer an, weil dieser an einer grünen Ampel nicht anfährt. Rachel überholt das stehende Fahrzeug noch an der Kreuzung. Der Besitzer des Pick-ups, Cooper, holt Rachel kurz darauf ein, entschuldigt sich für seinen Fehler und fordert eine Entschuldigung seitens Rachels ein. Diese sagt gegen den Rat ihres Sohnes, dass es nichts gäbe, für das sie sich entschuldigen müsse. Das eskalierende Wortgefecht mündet in einer Verfolgungsjagd, bevor Rachel den Mann abhängen und Kyle in der Schule absetzen kann.
Cooper verfolgt Rachel zu einer Tankstelle und stiehlt ihr Handy, während sie an der Kasse der Tankstelle bezahlt. Der Kassiererin und einem anwesenden Kunden schildert Rachel die erlebte Situation und wird von letzterem zu ihrem Wagen begleitet. Nachdem dieser Cooper überheblich zu verstehen gibt, dass er sich das Kennzeichen gemerkt hätte, wird er von Cooper mit dem Pick-Up angefahren und von einem entgegenkommenden Pkw getötet. Nach einer weiteren Verfolgungsjagd kann Rachel Cooper erneut abschütteln. Als Rachel versucht, ihren Freund Andy, einen Scheidungsanwalt, um Hilfe zu bitten, stellt sie fest, dass Cooper den Kalender ihres Telefons verwendet hat, um Andy aufzuspüren und ihn im Diner, in dem sie sich treffen wollten, brutal zu töten. Cooper gab Rachel zuvor letztmals zu verstehen, dass er eine aus seiner Sicht ehrliche Entschuldigung von Rachel erwartet. Diese ist zwischenzeitlich auf dem Weg zur Schule ihres Sohnes, um diesen in Sicherheit zu bringen. Nachdem Cooper Rachel aufgefordert hat, ein nächstes Opfer aus der Kontaktliste des Telefones zu benennen und diese eine ehemalige Kundin angibt, die ihr am Morgen gekündigt hatte, fährt Cooper aber, in Erwartung, dass Rachel die Polizei zu der Kundin schickt, zu Rachels Haus. Dort tötet er zunächst die Verlobte von Fred, Rachels Bruder, und greift dann Fred an. Fred wird schließlich von Cooper in Brand gesteckt, als die Polizei das Haus betritt. Mit einer Schusswunde an der Schulter gelingt Cooper die Flucht.
Erneut kann Cooper Rachel und ihren Sohn auf einer Autobahn aufspüren, da er das Tablet von Rachel mit deren Telefon ortet, und die beiden zu einem alten Haus von Rachels Mutter verfolgt. Rachel fährt Cooper dort zuerst an, doch der überwältigt sie und schlägt sie nieder. Daraufhin sucht Cooper nach Rachels Sohn Kyle, doch Rachel ist vor ihm bei Kyle. Es kommt zum Kampf, den der körperlich deutlich überlegene Cooper zu gewinnen scheint. Als er aber versucht, Kyle umzubringen, kommt Rachel zu sich und tötet Cooper mit einer Schere.
Kurz darauf trifft die durch einen stillen Alarm verständigte Polizei am Tatort ein. Nachdem Rachel und Kyle ihre Aussagen bei der Polizei gemacht haben, fahren beide in ein Krankenhaus, in dem Fred, der den Angriff Coopers überlebt hat, versorgt wird. Als sie wegfahren, wird Rachel von einem abgelenkten Autofahrer geschnitten. Kurz will sie zum Hupen ansetzen, entscheidet sich jedoch nach den jüngsten Erlebnissen dagegen. Kyle äußert darauf schlicht, dass dies eine gute Entscheidung war.

## Produktion

### Besetzung und Synchronisation
Die deutsche Synchronisation entstand unter der Dialogregie und nach einem Dialogbuch von Benedikt Rabanus durch die Synchronfirma Scalamedia.
| Rolle           | Schauspieler       | Synchronsprecher  |
| --------------- | ------------------ | ----------------- |
| Tom Cooper      | Russell Crowe      | Martin Umbach     |
| Rachel Hunter   | Caren Pistorius    | Vanessa Eckart    |
| Kyle Hunter     | Gabriel Bateman    | Dominic Pühringer |
| Andy            | Jimmi Simpson      | Patrick Schröder  |
| Fred            | Austin P. McKenzie | Tobias Kern       |
| Mary            | Juliene Joyner     | Regina Beckhaus   |
| Deborah Haskell | Anne Leighton      | Ulla Wagener      |
| Homer           | Michael Papajohn   |                   |
| Rosie           | Lucy Faust         | Kerstin Dietrich  |
| Mrs. Ayers      | Devyn Tyler        | Katharina Friedl  |

### Dreharbeiten
Die Dreharbeiten zu dem von Ingenious Media und Burek Films produzierten Film fanden vom 15. Juli bis 23. August 2019 in New Orleans, Louisiana statt.

### Veröffentlichung
In Abstimmung mit dem amerikanischen Unterhaltungsunternehmen Solstice Studios fand die Filmpremiere in den deutschsprachigen Kinos am 16. Juli 2020 in ausschließlich deutscher Synchronfassung durch das Medienunternehmen Leonine Distribution statt und erschien durch Solstice Studios am 21. August 2020 in den US-Kinos. Es handelt sich um die erste Großproduktion aus den USA, die seit Beginn der COVID-19-Pandemie in den Kinos anlief.
In deutscher Fassung erschien der Film ebenso durch Leonine Distribution am 27. November 2020 auf DVD und Blu-ray.

## Rezeption

### Altersfreigabe
In den USA erhielt der Film von der MP(A)A ein R-Rating, was einer Freigabe ab 17 Jahren entspricht. In Deutschland ist der Film FSK 16. In der Freigabebegründung heißt es, der Film enthalte zahlreiche intensive Spannungsszenen sowie etliche Gewalthandlungen. Die Gewalt wird jedoch nie verherrlicht, sondern wirkt eher abschreckend und geht von dem Amokläufer aus. Die von der Mutter ausgehende Gewalt ist eindeutig als Notwehr erkennbar.

### Kritiken
Laut dem Lexikon des internationalen Films handelt es sich um einen „[i]n der Tradition von B-Pictures angelegte[n] Thriller, der sich auf Sequenzen von Autojagden, Psychoterror und Widerstand konzentriert, ohne eine gesellschaftskritische Lesart zu befördern.“
Der Film überzeugte bei Rotten Tomatoes bislang 47 Prozent aller Kritiker und erhielt hierbei eine durchschnittliche Bewertung von 5,3 der möglichen 10 Punkte.

### Einspielergebnis
Die weltweiten Einnahmen aus Kinovorführungen belaufen sich auf 36,7 Millionen US-Dollar, von denen der Film 18,7 Millionen im nordamerikanischen Raum einspielen konnte. In Deutschland verzeichnete der Film insgesamt 133.427 Kinobesucher und befindet sich auf Platz 38 der Jahres-Charts 2020 (Stand: 10. Oktober 2020).

### Auszeichnungen
People’s Choice Award 2020
- Nominierung als Bester Schauspieler in einem Filmdrama (Russell Crowe)[12]